# Caspar René Gregory
Caspar René Gregory (Filadelfia, 6 novembre 1846 – Neufchâtel-sur-Aisne, 9 aprile 1917) è stato un teologo e filologo statunitense naturalizzato tedesco.

## Biografia

### Carriera accademica
Conseguito il bachelor's degree all'Università della Pennsylvania nel 1864, si iscrisse alla Facoltà di Teologia in due seminari presbiteriani: nel 1865 al Reformed Presbyterian Theological Seminary di Filadelfia, e dal 1867 al 1873 al Seminario Teologico di Princeton, del quale Charles Hodge fu direttore fino al 1878.

Nel 1876 completò il PhD con una dissertazione dal titolo Grégoire: The priest and the revolutionist.
Studente di Konstantin von Tischendorf all'Università di Lipsia, ne ereditò la cattedra. Si specializzò nell'esegesi del Nuovo Testamento, gettò le basi del sistema di classificazione dei manoscritti greci del Nuovo Testamento (Die griechischen Handschriften des Neuen Testament, 1908), noto come numerazione di Gregory-Aland e tutt'oggi seguito dagli studiosi. Insieme a Tischendorf, fondò lo studio dei manoscritti neotestamentari.

Fu il primo autore a notare la pratica diffusa nel Medioevo di dividere i quaternioni di cartapecora in modo da unire il lato pelo col lato pelo, e il lato pelle col lato pelle, di colore più chiaro. L'origine del manoscritto permette di risolvere problemi come la composizione originale di un codice mutilo o la collocazione esatta di carte sciolte.

Nel 1907 pubblicò Canon and text of the New Testament, uscito in stampa a Edimburgo, e a New York, edizione nella quale afferma di aderire al criticismo biblico.

### Morte
Allo scoppio della prima guerra mondiale Gregory, che era diventato cittadino della Sassonia già nel 1881, si arruolò come volontario dell'esercito tedesco; divenuto sottotenente nel 1916, morì per le ferite riportate nel 1917, in un ospedale da campo a Neufchâtel-sur-Aisne, in Francia